# Point d'eau (La Louvière)
Le Point d'eau est un parc aquatique belge situé à La Louvière, en province de Hainaut. Ce complexe est inauguré le 20 juin 2008 et ouvre au public le 22 juin 2008. Il est conçu pour recevoir jusqu’à 500 visiteurs simultanément, accueille 400 000 nageurs par an et de trente à cinquante classes par jour.

## Description
Ce centre aquatique sportif et de loisirs est composé de plusieurs espaces.
- L'espace ludique est d'abord composé de deux toboggans aquatiques. Le B’eau’a mesure 90 mètres de long et est prolongé par une rivière alternant zones calmes et remous. Le Tornad’eau mesure 80 mètres dont les 20 premiers sont plongés dans le noir pour aboutir dans un entonnoir géant où le nageur tourne sous l’effet de la force centrifuge avant de décélérer et de tomber dans un bassin. Il existe une piscine à vagues et un espace surf, le surfrider, unique en Belgique[3]. Le Marm’eau rassemble trois pataugeoires de 20, 30 et 40 cm d’eau.
- L'espace sport comprend une piscine de 50 mètres sur 20,5 mètres. Son fond est mobile et peut passer de 0 à 2 mètres de profondeur sur 10 mètres de longueur et sur 20,5 mètres de largeur. Une fosse de 3 mètres de profondeur est spécifiquement prévue pour la plongée.
- L'espace relax est accessible via un petit espace bain bulle, avec une eau à 30 °C. Il comprend un bain froid, un espace hammam, un sauna nordique et un solarium.

Le Point d'eau propose également une terrasse et une cafétéria dont la carte est composée de recettes de cuisine méditerranéenne.
Les nageurs peuvent suivre des cours de nation, d'aquagym, rejoindre un club pratiquant natation, water-polo, plongée, kayak ou natation synchronisée. Les femmes enceintes y suivent des préparations prénatales aquatiques. Le centre aquatique accueille également des évènements et compétitions sportives.

## Histoire
En 1997, les autorités communales approuvent le projet de construction d'un nouveau complexe aquatique. Le bourgmestre PS Willy Taminiaux introduit le projet qui obtient une promesse de subsides pour sept millions d’euros en 2002. En 2004, la mise en conformité du Stade du Tivoli retarde la construction car deux millions d’euros destinés au Point d'eau y sont injectés. Le 30 août 2006 a lieu la pose de la première pierre. Le centre aquatique est inauguré le 20 juin 2008 et est ouvert au grand public le 22 juin 2008. La première compétition de natation a lieu le 19 octobre 2008.

## Énergie et développement durable
Le Point d'eau combine plusieurs techniques liées au développement durable : un éclairage basse consommation, la récupération de la chaleur et de l’eau, des puits de lumière, la cogénération et une toiture végétale.
Les récupérateurs de chaleur réchauffent l'air. La piscine économise annuellement 5 000 m3 d'eau grâce à la récupération de l’eau de contre-lavage des filtres. L'unité de cogénération de 450 kW thermique et de 300 kW électrique permet de produire chaleur et électricité. Les déperditions de chaleur sont réduites grâce aux baies vitrées basse émissivité. Une toiture végétale, dont le rôle est également l'isolation, est installée après l'inauguration du Point d'eau. Il est prévu d'installer un bassin d’orage aux alentours du centre nautique.